# Grand Prix-wegrace van de Verenigde Staten 1991
De Grand Prix-wegrace van de Verenigde Staten 1991 was de derde race van het wereldkampioenschap wegrace-seizoen 1991. De race werd verreden op 21 april 1991 op Laguna Seca nabij Monterey, Californië, Verenigde Staten. Er werd gestreden in drie categorieën: 500 cc, 250 cc en zijspan.

## Uitslag

### 500 cc
| Pos | Rijder               | Constructeur | Ronden | Tijd        | Grid | Punten |
| --- | -------------------- | ------------ | ------ | ----------- | ---- | ------ |
| 1   | Wayne Rainey         | Yamaha       | 35     | 51:19.361   | 1    | 20     |
| 2   | Mick Doohan          | Honda        | 35     | +6.974      | 4    | 17     |
| 3   | Kevin Schwantz       | Suzuki       | 35     | +16.603     | 3    | 15     |
| 4   | Jean-Philippe Ruggia | Yamaha       | 35     | +19.931     | 10   | 13     |
| 5   | Eddie Lawson         | Cagiva       | 35     | +21.851     | 5    | 11     |
| 6   | Alex Barros          | Cagiva       | 35     | +25.091     | 7    | 10     |
| 7   | Wayne Gardner        | Honda        | 35     | +35.069     | 6    | 9      |
| 8   | Juan Garriga         | Yamaha       | 35     | +43.188     | 9    | 8      |
| 9   | Adrien Morillas      | Yamaha       | 35     | +53.613     | 8    | 7      |
| 10  | Didier de Radiguès   | Suzuki       | 35     | +1:03.059   | 13   | 6      |
| 11  | Rich Oliver          | Yamaha       | 34     | +1 ronde    | 14   | 5      |
| 12  | Robbie Petersen      | Yamaha       | 34     | +1 ronde    | 15   | 4      |
| 13  | Eddie Laycock        | Yamaha       | 34     | +1 ronde    | 16   | 3      |
| 14  | Cees Doorakkers      | Honda        | 32     | +3 ronden   | 17   | 2      |
| 15  | Nicholas Schmassman  | Honda        | 31     | +4 ronden   | 18   | 1      |
| DNF | Doug Chandler        | Yamaha       | 22     | Uitgevallen | 11   |        |
| DNF | Sito Pons            | Honda        | 10     | Uitgevallen | 12   |        |
| DNF | John Kocinski        | Yamaha       | 6      | Ongeluk     | 2    |        |

### 250 cc
| Pos | Rijder               | Constructeur | Ronden | Tijd        | Grid | Punten |
| --- | -------------------- | ------------ | ------ | ----------- | ---- | ------ |
| 1   | Luca Cadalora        | Honda        | 30     | 45:07.590   | 1    | 20     |
| 2   | Wilco Zeelenberg     | Honda        | 30     | +6.074      | 4    | 17     |
| 3   | Loris Reggiani       | Aprilia      | 30     | +15.044     | 2    | 15     |
| 4   | Carlos Cardús        | Honda        | 30     | +19.352     | 5    | 13     |
| 5   | Masahiro Shimizu     | Honda        | 30     | +25.933     | 9    | 11     |
| 6   | Andreas Preining     | Aprilia      | 30     | +38.725     | 8    | 10     |
| 7   | Martin Wimmer        | Suzuki       | 30     | +50.153     | 3    | 9      |
| 8   | Helmut Bradl         | Honda        | 30     | +53.263     | 6    | 8      |
| 9   | Àlex Crivillé        | Honda        | 30     | +59.804     | 11   | 7      |
| 10  | Jochen Schmid        | Honda        | 30     | +1:03.512   | 12   | 6      |
| 11  | Jean-Pierre Jeandat  | Honda        | 30     | +1:18.138   |      | 5      |
| 12  | Carlos Lavado        | Yamaha       | 30     | +1:25.047   | 10   | 4      |
| 13  | Doriano Romboni      | Honda        | 30     | +1:29.149   |      | 3      |
| 14  | Harald Eckl          | Aprilia      | 30     | +1:29.756   | 14   | 2      |
| 15  | Stefan Prein         | Honda        | 30     | +1:37.767   |      | 1      |
| 16  | Jim Filice           | Yamaha       | 30     | +1:39.633   | 15   |        |
| 17  | Bernard Haenggeli    | Aprilia      | 30     | +1:40.754   |      |        |
| 18  | Urs Jücker           | Yamaha       | 30     | +1:46.428   |      |        |
| 19  | Leon van der Heijden | Honda        | 30     | +1:50.358   |      |        |
| 20  | Jaime Mariano        | Aprilia      | 30     | +2:03.170   |      |        |
| 21  | Nick Ienatsch        | Yamaha       | 30     | +2:18.506   |      |        |
| 22  | Chris d'Aluisio      | Yamaha       | 30     | +2:22.648   |      |        |
| 23  | Rick Kirk            | Yamaha       | 30     | +2:32.444   |      |        |
| 24  | Corrado Catalano     | Honda        | 30     | +2:38.468   |      |        |
| 25  | John Cornwell        | Yamaha       | 30     | +2:50.132   |      |        |
| 26  | Mike Sullivan        | Yamaha       | 29     | +1 ronde    |      |        |
| 27  | Ian Newton           | Yamaha       | 28     | +2 ronden   |      |        |
| DNF | Pierfrancesco Chili  | Aprilia      | 24     | Uitgevallen | 7    |        |
| DNF | Alberto Puig         | Yamaha       | 17     | Uitgevallen |      |        |
| DNF | Frédéric Protat      | Aprilia      | 16     | Uitgevallen |      |        |
| DNF | Kevin Mitchell       | Yamaha       | 15     | Ongeluk     |      |        |
| DNF | Alan Scott           | Yamaha       | 10     | Uitgevallen |      |        |
| DNF | Rick Tripodi         | Yamaha       | 7      | Uitgevallen |      |        |
| DNF | Paolo Casoli         | Yamaha       | 1      | Ongeluk     | 13   |        |

### Zijspanklasse
| Pos | Rijder             | Bakkenist           | Constructeur | Ronden | Tijd        | Grid | Punten |
| --- | ------------------ | ------------------- | ------------ | ------ | ----------- | ---- | ------ |
| 1   | Steve Webster      | Gavin Simmons       | LCR-Krauser  | 30     | 47:03.220   | 2    | 20     |
| 2   | Alain Michel       | Simon Birchall      | LCR-Krauser  | 30     | +9.465      | 1    | 17     |
| 3   | Darren Dixon       | Sean Dixon          | LCR-Krauser  | 30     | +29.100     | 5    | 15     |
| 4   | Rolf Biland        | Kurt Waltisperg     | LCR-ADM      | 30     | +32.018     | 4    | 13     |
| 5   | Markus Egloff      | Urs Egloff          | SMS-Yamaha   | 30     | +40.265     | 8    | 11     |
| 6   | Steve Abbott       | Shaun Smith         | LCR-Krauser  | 30     | +43.759     | 6    | 10     |
| 7   | Ralph Bohnhorst    | Bruno Hiller        | LCR-Krauser  | 30     | +53.794     | 10   | 9      |
| 8   | Paul Güdel         | Charly Güdel        | LCR-Krauser  | 30     | +1:17.234   | 11   | 8      |
| 9   | René Progin        | Gary Irlam          | LCR-Krauser  | 30     | +1:26.511   | 9    | 7      |
| 10  | Masato Kumano      | Eckhart Rösinger    | LCR-Yamaha   | 30     | +1:26.781   | 13   | 6      |
| 11  | Barry Brindley     | Grahame Rose        | LCR-Yamaha   | 29     | +1 ronde    | 12   | 5      |
| 12  | Frank Voigt        | Holger Voigt        | LCR-Krauser  | 28     | +2 ronden   |      | 4      |
| 13  | Alfred Zurbrügg    | Martin Zurbrügg     | LCR-Yamaha   | 27     | +3 ronden   | 15   | 3      |
| DNF | Barry Smith        | David Smith         | Windle-ADM   | 23     | Uitgevallen |      |        |
| DNF | Theo van Kempen    | Jan Kuyt            | LCR-Krauser  | 20     | Uitgevallen |      |        |
| DNF | Tony Baker         | Simon Prior         | LCR-Krauser  | 18     | Uitgevallen |      |        |
| DNF | Derek Brindley     | Nick Roche          | LCR-Krauser  | 15     | Uitgevallen | 14   |        |
| DNF | Egbert Streuer     | Peter Essaff        | LCR-Yamaha   | 10     | Uitgevallen | 3    |        |
| DNF | Yoshisada Kumagaya | Brian Houghton      | LCR-Krauser  | 9      | Uitgevallen | 7    |        |
| DNF | Werner Kraus       | Thomas Schröder     | Busch-ADM    | 9      | Uitgevallen |      |        |
| DNF | Gary Thomas        | Michel van Puyvelde | LCR-Krauser  | 3      | Uitgevallen |      |        |

1961 · 1962 · 1963 · 1964 · 1965 · 1988 · 1989 · 1990 · 1991 · 1993 · 1994 · 2005 · 2006 · 2007 · 2008 · 2009 · 2010 · 2011 · 2012 · 2013